# Język enochiański
Język enochiański (enochijski, henochiański, henochijski, enochicki, henochicki, enoicki) – język okultystyczny, spopularyzowany w XVI w. przez Johna Dee i Edwarda Kelleya – zdaniem niektórych przekazany im przez anioły, częściej uznawany za język sztuczny. Cechuje go bardzo rzadkie występowanie tych samych słów, co podważa tezę, iż zawiera jakieś konkretne treści. Język wykorzystywany był przez dr. Dee i Kelleya w inwokacjach, które intonowali przed wróżeniem. Nazwa języka pochodzi od apokryficznej księgi Henocha (Enocha), opisującej kontakty bohatera z istotami nadprzyrodzonymi.
Richard Dreacon w książce poświęconej doktorowi Dee przytacza próbkę tego języka:
Madariatza das perifa Lil cabisa micaolazoda saanire caosago of fifia balzodizodarasa iada.
Nonuca gohulime: micama adoianu mada, faods beliorebe, soba ooanoa cabisa luciftias
yaripesol, das aberaasasa nonucafe jimicalzodoma larasada tofejilo marebe pereryo Idogio od terezodualpe.
We współczesnych czasach szczególnie spopularyzowany przez użycie go we fragmentach Biblii Szatana przez Szandora LaVeya, ze specyficznym komentarzem o roli jego „barbarzyńskiego brzmienia”, które tworzyć ma jedność ze znaczeniem.

## Historia
W 1581 John Dee wspomniał w swoim dzienniku, że Bóg wysłał „dobrych aniołów”, aby bezpośrednio komunikowały się z prorokami. W 1582 Dee rozpoczął współpracę z Edwardem Kelleyem, choć już wcześniej korzystał z usług kilku innych jasnowidzów. Z pomocą Kelley'ego jako skryby Dee podjął się zarejestrować kontakty z aniołami. Ich praca zaowocowała między innymi rzekomym odkryciem enochiańskiego, zwanego inaczej językiem aniołów.
Według dzienników Johna Dee enochiański był przypuszczalnie językiem, którym Bóg stworzył świat. Później językiem tym miał się posługiwać Adam w Raju do porozumiewania się z Bogiem i aniołami, oraz do nazwania wszystkich stworzonych rzeczy. Po wygnaniu z Raju Adam utracił umiejętność mówienia w tym języku, ale na jego podstawie stworzył tzw. „protohebrajski”, który miał opierać się na podstawie jego ogólnych wspomnień z czasów pobytu w Raju. Język „protohebrajski” według Johna Dee miał się później przekształcić w uniwersalny język całej ludzkości, aż do czasów pomieszania języków po zburzeniu Wieży Babel. Od Adama do czasów Dee i Kelley'ego henochiański miał być ukryty przed ludźmi, z wyjątkiem biblijnego patriarchy Enocha, który miał rzekomo zapisać go w księdze utraconej w czasie biblijnego Potopu.
Spisywanie enochiańskiego rozpoczęło się 26 marca 1583, kiedy John Dee opisał swoje wizje z kryształowej kuli, podczas których miał zobaczyć charakterystyczny alfabet złożony z 21 liter. Kilka dni później Kelley zaczął otrzymywać pierwsze teksty w henochiańskim. Później zaowocowało to powstaniem Liber Loageath (Księgi Boskiej Mowy). Zawierała ona 49 zapisanych wielkimi literami tablic. Dee oraz Kelley twierdzili, że anioły nigdy nie przetłumaczyły tekstów zapisanych w Księdze.
Reszta tekstów w „języku aniołów” miała być odebrana za pośrednictwem Kelley'ego w 1584 w Krakowie, gdzie obaj alchemicy gościli przez jakiś czas na dworze króla Stefana Batorego. Zawierały one tłumaczenia na angielski i dostarczyły podstaw dla enochiańskiego słownictwa. Teksty te zawierały 48 wersów, które w manuskryptach Johna Dee zostały nazwane Anielskimi Kluczami. Klucze zostały przypisane pewnym funkcjom w magicznym systemie. Dee chciał najprawdopodobniej użyć Kluczy do otwarcia 49 Bram Wiedzy reprezentowanych przez 49 kwadratów magicznych w Liber Loageath. Teksty te znane dziś pod nazwą Klucze henochiańskie zostały później przetłumaczone i użyte przez Antona Szandora Laveya w jego Biblii Szatana.
Fragmenty tekstów enochiańskich po raz pierwszy pojawiły się w druku w 1659, równo pół wieku po śmierci Johna Dee, w książce pt.: A true and faithful relation of what passed for many years between Dr. John Dee and Some Spirits. Praca ta, napisana przez Mérica Casaubona, opisuje dokonania Dee i Kelly’ego w sztuce wróżenia z kryształowej kuli.

## Alfabet
| Angielski odpowiednik | Litera | Nazwa litery    | Wymowa    | Wzmianka |
| --------------------- | ------ | --------------- | --------- | -------- |
| A                     |        | Un              | /ɑ/       |          |
| B                     |        | Pa              | /b/       |          |
| C / K                 |        | Veh             | /k/       |          |
| D                     |        | Gal             | /d/       |          |
| E                     |        | Graph           | /e/       |          |
| F                     |        | Or              | /f/       |          |
| G / J                 |        | Ged             | /dʒ/      |          |
| H                     |        | Na              | /h/       |          |
| I                     |        | Gon             | /iː/      |          |
| L                     |        | Ur              | /l/       |          |
| M                     |        | Tal             | /m/       |          |
| N                     |        | Drux            | /m/       |          |
| O                     |        | Med             | /oː/      |          |
| P                     |        | Mals            | /p/       |          |
| Q                     |        | Ger             | /q/       |          |
| R                     |        | Don             | /r/       |          |
| S                     |        | Fam             | /s/       |          |
| T                     |        | Gisg            | /t/       |          |
| U / V                 |        | Van             | /uː/, /v/ |          |
| X                     |        | Pal             | /ks/      |          |
| Y / W                 |        | Gon (z punktem) | /j/       |          |
| Z                     |        | Ceph            | /z/       |          |

## Krytyka
Sceptycy odkryli rozbieżność pomiędzy dwoma zestawami rzekomo objawionych enochiańskich tekstów, co może być wskazaniem, że język ten nie jest spójny. Australijski językoznawca Donald Laycock zauważył, że teksty w Liber Loageath wykazują cechy fonetyczne, które na ogół nie występują w języku naturalnym. Funkcje te powszechnie spotykane są w przypadku glosolalii, co sugeruje, że Kelley wyprodukował przynajmniej ten zestaw pism poprzez „mówienie językami”. Inni krytycy wskazują, że składnia enochiańska jest prawie identyczna z angielską. Ponadto koniugacja enochiańskich czasowników bardziej przypomina angielską, niż któryś z języków semickich. Zarówno angielski jak i henochiański mają miękkie oraz twarde spółgłoski takie jak „c” i „g”, oraz kombinację „s” i „h”, które tworzą zgłoskę „sh”.

## Enochiański w kulturze masowej
- Enochiański występuje między innymi w tekście utworu pt.: Ho Drakon Ho Megas w albumie Symphony Masses: Ho Drakon Ho Megas zespołu Therion. Ponadto album Vovin (Smok) Theriona jest nazwany w języku enochiańskim.
- Amerykański zespół Tool jeden ze swych utworów na płycie Lateralus nazwał Faaip de Oiad, co po enochiańsku znaczy Głos Boga.
- Teksty w enochiańskim pisały również zespoły takie jak fiński Aarni, czy rosyjski Dvar.
- Fiński zespół black metalowy przybrał miano Enochian Crescent.
- Używany w serialu Supernatural (Nie z tego świata) jako język, którym mówią aniołowie.
- Używany przez księdza w serialu Constantine (odc. 7 pt. „Blessed Are the Damned”) jako anielski język.
- W grze Bayonetta językiem tym mówią anioły.
- W książkach Terry’ego Pratchetta język golemów to język angielski zapisywany alfabetem enochiańskim
- W grze Nioh Kelley używa enochiańskich zaklęć do wskrzeszenia yokai Gashadokuro.